# Tucapel
Tucapel é uma comuna da província de Biobío, localizada na Região de Biobío, Chile. Possui uma área de 914,9 km² e uma população de 12.777 habitantes (2002).
A comuna limita-se: a norte com Yungay; a leste com Antuco; a sul com Quilleco; a oeste com Los Ángeles.